# Aliano
Aliano är en ort och kommun i provinsen Matera i regionen Basilicata i Italien. Kommunen hade 967 invånare (2017).